# Wayne Braithwaite
Pour les articles homonymes, voir Braithwaite.
Wayne Braithwaite est un boxeur guyanien né le 9 août 1975 à Georgetown.

## Carrière
Passé professionnel en 1997, il remporte le titre de champion du monde des lourds-légers WBC lassé vacant par Juan Carlos Gómez en battant au 10e round Vincenzo Cantatore le 11 octobre 2002. Après 3 nouvelles victoires, Braithwaite affronte Jean-Marc Mormeck dans un combat de réunification des ceintures WBA & WBC le 2 avril 2005 mais s'incline aux points à l'unanimité des juges.